# 千鳥賞
千鳥賞（ちどりしょう）とは地方競馬の大井競馬場で開催されていたアングロアラブ系の競馬の重賞競走である。

## 概要
1956年にダート1600mのアングロアラブ旧4歳牡馬限定重賞として創設。それ以前は、千鳥賞の名は大井競馬場の各開催ごとの呼び物競走として用いられていた。
1961年より牡馬限定の条件が外れ、1968年には距離がダート1800mに延長された。またアラブダービー、アラブ王冠賞とともに南関東アラブ三冠を構成し、その第一冠として施行されている。
しかし南関東におけるアングロアラブ系馬の在厩頭数の減少に伴い、1993年をもって廃止された。
距離はダート1800メートル。

## 歴代優勝馬
| 回数   | 開催日        | 優勝馬             | 性齢 | 所属 | タイム   | 優勝騎手     | 管理調教師 |
| ------ | ------------- | ------------------ | ---- | ---- | -------- | ------------ | ---------- |
| 第1回  | 1956年2月26日 | ギンパイ           | 牡3  | 川崎 | 1:45 4/5 | 永田旭       | 八木正雄   |
| 第2回  | 1957年2月17日 | オウゴンバラツケ   | 牡3  | 大井 | 1:45 0/5 | 髙岩隆       | 森田正一   |
| 第3回  | 1958年2月9日  | リキスベビー       | 牡3  | 川崎 | 1:45 1/5 | 佐々木吉郷   | 三潟隆五郎 |
| 第4回  | 1959年2月1日  | センジユ           | 牡3  | 大井 | 1:45 4/5 | 佐々木正太郎 | 倉内種太郎 |
| 第5回  | 1960年2月7日  | タカラガワ         | 牡3  | 大井 | 1:45.7   | 荒山徳一     | 安藤徳男   |
| 第6回  | 1961年2月8日  | ダイゴウイルソン   | 牡3  | 川崎 | 1:47.5   | 勝又衛       | 新貝一雄   |
| 第7回  | 1962年2月8日  | ナギサホープ       | 牡3  | 船橋 | 1:44.7   | 宮下哲朗     | 宮下仁     |
| 第8回  | 1963年2月1日  | フクトミホマレ     | 牡3  | 大井 | 1:44.7   | 小筆昌       | 森田正一   |
| 第9回  | 1964年2月13日 | テツカントウ       | 牡3  | 大井 | 1:42.7   | 宮下紀英     | 又村義盛   |
| 第10回 | 1965年2月14日 | ビンゴ             | 牡3  | 大井 | 1:44.5   | 須田茂       | 田中利衛   |
| 第11回 | 1966年3月24日 | ハナノキネン       | 牡3  | 大井 | 1:42.3   | 渥美忠男     | 森谷光雄   |
| 第12回 | 1967年3月16日 | リキスユリ         | 牡3  | 大井 | 1:42.5   | 須田茂       | 高橋成実   |
| 第13回 | 1968年3月22日 | シンタカラフオード | 牡3  | 船橋 | 1:57.5   | 高橋三郎     | 梶田繁雄   |
| 第14回 | 1969年3月25日 | セカンドホーリ     | 牡3  | 大井 | 1:57.8   | 田畑勝男     | 田村勝男   |
| 第15回 | 1970年4月20日 | イクタガワ         | 牡3  | 船橋 | 1:55.6   | 佐々木竹見   | 佐竹海治   |
| 第16回 | 1971年4月23日 | ウメオー           | 牡3  | 川崎 | 1:54.4   | 佐々木竹見   | 梅山満     |
| 第17回 | 1972年4月16日 | タイムライン       | 牡3  | 川崎 | 1:54.3   | 佐々木竹見   | 木村万吉   |
| 第18回 | 1973年4月18日 | ポートスーダン     | 牡3  | 川崎 | 1:54.0   | 竹島春三     | 井上宥蔵   |
| 第19回 | 1974年5月5日  | ヤングジヨオー     | 牡3  | 川崎 | 1:55.3   | 佐々木吉郷   | 佐藤鉄次   |
| 第20回 | 1975年4月21日 | ホクトライデン     | 牡3  | 船橋 | 1:57.6   | 佐々木竹見   | 平島好助   |
| 第21回 | 1976年4月19日 | グレートライヒ     | 牡3  | 船橋 | 1:55.7   | 角田次男     | 宮下雅身   |
| 第22回 | 1977年4月18日 | ブルーシヤーク     | 牡3  | 大井 | 1:57.0   | 福永二三雄   | 朝倉文四郎 |
| 第23回 | 1978年4月24日 | ガバナースカレー   | 牝3  | 船橋 | 1:55.3   | 田部和廣     | 木村万吉   |
| 第24回 | 1979年4月20日 | エビタカラ         | 牡3  | 大井 | 1:53.6   | 福永二三雄   | 山下春茂   |
| 第25回 | 1980年4月25日 | リツシヨウマロツト | 牡3  | 大井 | 1:55.8   | 奥山正行     | 竹原眞一   |
| 第26回 | 1981年4月27日 | チカツピユーマ     | 牡3  | 大井 | 1:54.6   | 佐々木竹見   | 曾根和一   |
| 第27回 | 1982年5月4日  | ケイワイホマレ     | 牡3  | 大井 | 1:55.3   | 高橋三郎     | 小筆昌     |
| 第28回 | 1983年5月2日  | ホクトダンシヤク   | 牡3  | 船橋 | 1:58.3   | 秋田実       | 宮下哲朗   |
| 第29回 | 1984年4月26日 | センパチボンモ     | 牡3  | 大井 | 1:56.9   | 高橋三郎     | 小野寺七郎 |
| 第30回 | 1985年4月30日 | ゴールデンビクター | 牡3  | 大井 | 1:55.4   | 佐々木竹見   | 小筆昌     |
| 第31回 | 1986年4月26日 | タイヨウペガサス   | 牡3  | 大井 | 1:56.5   | 的場文男     | 赤間清松   |
| 第32回 | 1987年5月2日  | チヨウヨオヤマト   | 牡3  | 大井 | 1:57.8   | 早田秀治     | 髙岩隆     |
| 第33回 | 1988年4月30日 | オタルホーマー     | 牡3  | 大井 | 1:58.0   | 佐々木竹見   | 物井榮     |
| 第34回 | 1989年4月27日 | スマノランナー     | 牡3  | 浦和 | 1:57.6   | 本間光雄     | 夏苅章     |
| 第35回 | 1990年4月25日 | フオーモサカウント | 牡3  | 船橋 | 1:58.5   | 石崎隆之     | 江川秀三   |
| 第36回 | 1991年4月27日 | ハチノカイウン     | 牡3  | 大井 | 1:55.8   | 的場文男     | 福永二三雄 |
| 第37回 | 1992年4月30日 | トチノテイオー     | 牡3  | 大井 | 1:55.0   | 鈴木啓之     | 小筆昌     |
| 第38回 | 1993年5月7日  | トチノミネフジ     | 牡3  | 大井 | 1:54.9   | 早田秀治     | 髙岩隆     |

- 時計：第1 - 4回 1/5秒表示、第5回- 1/10秒表示
- 距離：第1回 - 第13回 ダート1600m　第14回 - ダート1800m
- 優勝馬の馬齢は現表記を用いている。

#### 各回競走成績の出典
特別区競馬組合編『大井競馬のあゆみ : 特別区競馬組合50年史』特別区競馬組合、2001年、359-360頁。